# Hans Jobst Pleitner

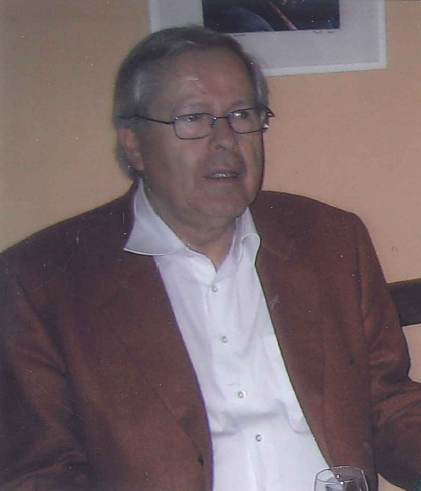
Hans Jobst Pleitner (2007)

Hans Jobst Pleitner (* 5. Juni 1935 in Osnabrück; † 19. Juli 2024 in St. Gallen) war ein Schweizer Wirtschaftswissenschaftler. Er war Ordinarius für Betriebswirtschaftslehre der an der Universität St. Gallen und Professor für Entrepreneurial Management an der Steinbeis-Hochschule Berlin.

## Leben
Hans Jobst Pleitner studierte nach einer Ausbildung zum Industriekaufmann Betriebswirtschaftslehre an der Universität Münster und der Universität St. Gallen, wo er 1972 promovierte. 1985 wurde er zum Ordinarius für Betriebswirtschaftslehre mit besonderer Berücksichtigung der gewerblichen Wirtschaft der Universität St. Gallen gewählt. Ab 1975 übernahm er von Alfred Gutersohn die Leitung des Schweizerischen Instituts für gewerbliche Wirtschaft an der Universität St. Gallen, welches er als Direktor bis 2022 leitete. In der Zeit am Institut trug er dazu bei, das Institut vom reinen „Gewerbe-Institut“ zum Institut für KMU und Unternehmertum auszurichten. Während Jahrzehnten leitete er ausserdem die alle zwei Jahre stattfindenden, 1948 gegründete Forscherkonferenz „Rencontres de St-Gall“.
Nach seiner Emeritierung an der Universität St. Gallen 2020 übernahm er eine Professur für Entrepreneurial Management an der Steinbeis-Hochschule Berlin (mit Sitz in Berlin und Stuttgart). Er war dort auf Bachelor-, Master- und Doktorandenstufe tätig (u. a. für das von ihm gegründete Studienprogramm „Executive MBA“), dazu für Redaktionsausschüsse internationaler Zeitschriften im Bereich KMU/Entrepreneurship. Als Ehrenmitglied des Steering Committee des International Small Business Congress (Tokyo) und als Träger des Wilford-L. White-Award des International Council for Small Business (Washington, DC) sowie als Mitglied in zahlreichen Fachorganisationen verfügte er über ein weltumspannendes Kommunikationsnetz im Bereich Entrepreneurship. Er betreute Gastprofessuren an der Wirtschaftsuniversität Wien und der Universität Freiburg/Schweiz und verbrachte Forschungssemester an der Kansai University, Osaka/Japan, Nanyang Technological University, Singapur, und der University of Central Florida, Orlando. Im Jahre 2008 schuf er, inspiriert durch seine Erfahrungen in der Praxis der KMU, den Professor-Pleitner-Preis für sozial engagiertes Unternehmertum.

## Publikationen (Auswahl)
Aus der Liste der ca. 150 Publikationen:
- Management in KMU – die Führung von Klein- und Mittelunternehmen (zusammen mit J. Hanns Pichler und Karl-Heinz Schmidt), 3. Auflage, Bern/Stuttgart/Wien 2000
- Internationalisierung europäischer Klein- und Mittelunternehmen (erarbeitet in der Interstratos-Gruppe), Berlin/St. Gallen 2002.